# Verbena rigida
Verbena rigida là một loài thực vật có hoa trong họ Cỏ roi ngựa. Loài này được Spreng. miêu tả khoa học đầu tiên năm 1827.